# Campeonato Mundial de Atletismo Sub-20 de 2022 - Arremesso de peso feminino
A prova do arremesso de peso feminino do Campeonato Mundial de Atletismo Sub-20 de 2022 ocorreu nos dias 1 e 2 de agosto de 2022 no Estádio Olímpico Pascual Guerrero, em Cali, na Colômbia.

## Recordes
Antes desta competição, os recordes mundiais e do campeonato nesta prova eram os seguintes:
|       | Nome              | Nacionalidade     | Distância | Local      | Data                |
| ----- | ----------------- | ----------------- | --------- | ---------- | ------------------- |
| WU20R | Astrid Kumbernuss | Alemanha Oriental | 20.54 m   | Orimattila | 1 de julho de 1989  |
| CR    | Cheng Xiaoyan     | China             | 18.74 m   | Lisboa     | 21 de julho de 1994 |
| WU20L | Miné de Klerk     | África do Sul     | 17.19 m   | Eugene     | 2 de abril de 2022  |

## Medalhistas
| Ouro                | Prata             | Bronze                |
| Miné de Klerk (RSA) | Pınar Akyol (TUR) | Zuzanna Maślana (POL) |

## Cronograma
Todos os horários são locais (UTC-5).
| Data        | Hora  | Evento       |
| ----------- | ----- | ------------ |
| 1 de agosto | 06:40 | Qualificação |
| 2 de agosto | 12:16 | Final        |

## Resultados

### Qualificação
Qualificação: 15,70 m (Q) ou pelo menos melhor 12 qualificado (q).
| Posição | Grupo | Atleta                  | Nacionalidade  | Tentativas | Tentativas | Tentativas | Marca | Notas    |
| Posição | Grupo | Atleta                  | Nacionalidade  | 1          | 2          | 3          | Marca | Notas    |
| ------- | ----- | ----------------------- | -------------- | ---------- | ---------- | ---------- | ----- | -------- |
| 1       | B     | Malika Nasreddinova     | Uzbequistão    | 15.06      | 16.13      |            | 16.13 | Q,       |
| 2       | A     | Miné de Klerk           | África do Sul  | 16.11      |            |            | 16.11 | Q        |
| 3       | A     | Treneese Hamilton       | Dominica       | 15.89      |            |            | 15.89 | Q, NU20R |
| 4       | B     | Pınar Akyol             | Turquia        | 15.38      | 15.77      |            | 15.77 | Q        |
| 5       | A     | Tapenisa Havea          | Nova Zelândia  | 15.04      | 15.49      | 15.51      | 15.51 | q        |
| 6       | B     | Zuzanna Maślana         | Polónia        | 15.06      | 14.99      | 15.51      | 15.51 | q        |
| 7       | B     | Jaqueliné Gippner       | Alemanha       | x          | 15.33      | 15.09      | 15.33 | q        |
| 8       | A     | Tuane Silver            | Namíbia        | 14.22      | 15.26      | 13.81      | 15.26 | q        |
| 9       | B     | Zonica Lindeque         | África do Sul  | 13.12      | 15.14      | 14.26      | 15.14 | q        |
| 10      | B     | Ines Lopez              | Espanha        | 15.10      | 14.17      | 14.41      | 15.10 | q        |
| 11      | A     | Katrin Brzyszkowská     | Chéquia        | 14.07      | x          | 14.75      | 14.75 | q        |
| 12      | B     | Cleo Agyepong           | Grã-Bretanha   | 14.63      | x          | 14.15      | 14.63 | q        |
| 13      | A     | Britannia Johnson       | Jamaica        | 13.57      | 14.13      | 14.44      | 14.44 |          |
| 14      | B     | Amelia Flynt            | Estados Unidos | 13.66      | 14.30      | 14.41      | 14.41 |          |
| 15      | B     | Natalia Rankin-Chitar   | Nova Zelândia  | 13.80      | 14.37      | x          | 14.37 |          |
| 16      | A     | Chrystal Herpin         | Estados Unidos | 13.42      | 14.25      | x          | 14.25 |          |
| 17      | B     | Maria Andreadi          | Grécia         | 13.58      | 14.21      | 13.84      | 14.21 |          |
| 18      | A     | Anastasia Ntragkomirova | Grécia         | 13.50      | 13.46      | 13.60      | 13.60 |          |
| 19      | B     | Mariya Larina           | Ucrânia        | 12.74      | 13.57      | x          | 13.57 |          |
| 20      | A     | Nicole Andrea Valencia  | Colômbia       | 13.12      | 13.13      | 12.73      | 13.13 |          |
| 21      | A     | Anna Musci              | Itália         | 13.10      | x          | 11.51      | 13.10 |          |
| 22      | A     | Vineta Krūmiņa          | Letónia        | 12.11      | 13.09      | x          | 13.09 |          |
| 23      | A     | Nina Chioma Ndubuisi    | Alemanha       | x          | x          | 12.55      | 12.55 |          |

### Final
A prova final foi realizada no dia 2 de agosto às 12:16. 
| Posição           | Atleta              | Nacionalidade | Tentativas | Tentativas | Tentativas | Tentativas | Tentativas | Tentativas | Marca | Notas           |
| Posição           | Atleta              | Nacionalidade | 1          | 2          | 3          | 4          | 5          | 6          | Marca | Notas           |
| ----------------- | ------------------- | ------------- | ---------- | ---------- | ---------- | ---------- | ---------- | ---------- | ----- | --------------- |
| Medalha de ouro   | Miné de Klerk       | África do Sul | 16.42      | 16.76      | 17.17      | x          | 16.70      | 16.67      | 17.17 |                 |
| Medalha de prata  | Pınar Akyol         | Turquia       | x          | x          | 16.76      | x          | x          | 16.84      | 16.84 |                 |
| Medalha de bronze | Zuzanna Maślana     | Polónia       | 15.03      | 16.04      | 15.70      | 16.06      | 15.36      | 15.86      | 16.06 | Recorde pessoal |
| 4                 | Tapenisa Havea      | Nova Zelândia | 15.43      | 15.18      | 15.52      | 15.97      | x          | x          | 15.97 | =               |
| 5                 | Tuane Silver        | Namíbia       | 13.38      | 15.32      | 15.95      | 14.57      | 15.33      | 15.35      | 15.95 | NU20R           |
| 6                 | Treneese Hamilton   | Dominica      | 15.78      | x          | 14.67      | 13.60      | x          | 14.29      | 15.78 |                 |
| 7                 | Katrin Brzyszkowská | Chéquia       | x          | 14.85      | x          | 15.06      | 14.85      | 15.77      | 15.77 |                 |
| 8                 | Malika Nasreddinova | Uzbequistão   | 15.26      | x          | 15.73      | 15.52      | 15.68      | x          | 15.73 |                 |
| 9                 | Jaqueliné Gippner   | Alemanha      | 14.79      | x          | x          |            |            |            | 14.79 |                 |
| 10                | Zonica Lindeque     | África do Sul | 14.72      | 14.31      | 14.03      |            |            |            | 14.72 |                 |
| 11                | Cleo Agyepong       | Grã-Bretanha  | 14.56      | x          | 13.59      |            |            |            | 14.56 |                 |
| 12                | Inés López          | Espanha       | x          | x          | 13.63      |            |            |            | 13.63 |                 |

Legenda
| Recorde mundial       | Recorde mundial (World record)               |                       | Recorde africano                      | Recorde africano (African) |                                           | Q | Classificado por posição (Qualified) |
| Recorde do campeonato | Recorde do campeonato (Championship record)  | Recorde da América    | Recorde da América (Americas)         | q                          | Classificado por melhor tempo (Qualified) |   |                                      |
| Melhor marca do ano   | Melhor marca do ano (World leading)          | Recorde asiático      | Recorde asiático (Asian)              | DNS                        | Não largou (Did not start)                |   |                                      |
| Recorde nacional      | Recorde nacional (National record)           | Recorde europeu       | Recorde europeu (European)            | DNF                        | Não terminou (Did not finish)             |   |                                      |
| Recorde pessoal       | Recorde pessoal do atleta (Personal best)    | Recorde da Oceania    | Recorde da Oceania (Oceania)          | DSQ / DQ                   | Desclassificado (Disqualified)            |   |                                      |
| Recorde da temporada  | Recorde da temporada do atleta (Season best) | Recorde sul-americano | Recorde sul-americano (South America) | NM                         | Sem marca (No mark)                       |   |                                      |